# Тюрюшля
Тюрюшля́ (рос. Тюрюшля, башк. Турешлө) — село у складі Стерлітамацького району Башкортостану, Росія. Адміністративний центр Тюрюшлинської сільської ради.
Населення — 917 осіб (2010; 967 в 2002).
Національний склад:
- росіяни — 44%